# Josh Barnett
Pour les articles homonymes, voir Barnett.
Josh Barnett, né le 10 novembre 1977 à Seattle, est un pratiquant de MMA américain.

## Biographie
Né le 10 novembre 1977 et élevé à Seattle dans l'État de Washington, Barnett a une enfance troublée et prend souvent part à des bagarres. Il suit des programmes de gestion de la colère dès son jeune âge et apprend à faire face à sa colère en pratiquant notamment l'athlétisme. Barnett étudie à la Ballard High School, où il excelle en lutte et au football. Il s'initie au Kick boxing. Etudiant en deuxième année, il assiste à quatre UFC et décide alors de devenir un combattant d'arts martiaux mixtes. Sur la recommandation d'un instructeur de l'Université du Montana, Barnett s'entraîne au dojo de Jim Harrison. Bien qu'il ne puisse pas se payer les cours, il reçoit une formation, en échange de quoi, il apporte son aide à la maintenance du dojo.

## Parcours en MMA

### Débuts
Barnett fait ses débuts professionnels en 1997 à Washington, en compétition pour l'United Full Contact Federation. Il gagne par soumission en moins de trois minutes avec un étranglement arrière. Il enchaîne ensuite huit victoires dont sept arrêts au premier round et remporte son combat face au Hall of Famer de l'UFC Dan Severn ainsi que contre Bobby Hoffman, John Marsh, et Bob Gilstrap. Avec un record de 9-0, Barnett est invité à participer à l'UFC.

### Ultimate Fighting Championship
Barnett fait ses débuts à l'UFC lors de l'UFC 28 du 17 novembre 2000 contre Gan McGee. Il l'emporte par TKO au deuxième round. Lors de son combat suivant, il subit la première défaite de sa carrière face au Brésilien Pedro Rizzo avec un KO foudroyant dans le deuxième round, surpris par un crochet du droit très puissant. Il rebondit et gagne ses deux combats suivants, contre le kickboxer néerlandais Semmy Schilt par soumission en clé de bras, puis obtient une victoire par soumission dans un combat revanche contre Bobby Hoffman. Après cette victoire, Barnett est testé positif à des substances interdites et reçoit un avertissement de la commission athlétique du Nevada. Il a ensuite l’opportunité de combattre pour le titre des poids lourds de l'UFC contre le champion et futur Hall of Famer Randy Couture. Il gagne par TKO en ground and pound  et devient le plus jeune champion poids lourd de l'UFC. Il est à nouveau testé positif à des substances interdites et destitué de son titre.

### Pancrase et Pride Fighting Championships
Barnett combat pour les deux plus grandes organisations de l'époque au Japon : au Pancrase et au Pride FC. Au Pancrase, il remporte le Openweight Grand Prix championship en battant Yuki Kondo. Cette victoire le mène au même niveau que Ken Shamrock, Frank Shamrock et Bas Rutten. Il devient ainsi l'un des rares combattants à être titulaire d'un titre au Pancrase et à l'UFC.
Dans son premier combat au Pride, au PRIDE 28 contre le policier croate Mirko Filipović, il subit une grosse blessure : une épaule disloquée nécessite une chirurgie et plus de six mois de rééducation. Son premier combat de retour post-traumatique est un combat revanche contre Filipović au Pride 30, où il perd par décision unanime néanmoins serrée et controversée. Il  revient avec une victoire contre Kazuhiro Nakamura au PRIDE 31.
Barnett bat Aleksander Emelianenko par soumission (americana) dans la seconde manche du PRIDE Total Elimination Absolute. Il bat Mark Hunt via Kimura dans le premier tour du Grand Prix Openweight au Pride Critical Countdown Absolute. Barnett gagne contre Antonio Rodrigo Nogueira par décision partagée en demi-finale du Grand Prix Openweight. Il perd le dernier combat du PRIDE Final Conflict Absolute contre Filipović le 10 septembre 2006 : le combat est arrêté en défaveur de Barnett à la suite d'un coup de doigt involontaire à l'œil. Pour la troisième fois, il perd face à la légende croate du MMA.
Par la suite, Barnett s'oppose au médaillé d'or de judo polonais, Pawel Nastula au PRIDE 32, premier show de l'organisation aux États-Unis. Avant de l'autoriser à combattre de nouveau dans le Nevada, la Nevada State Athletic Commission exige que Barnett passe un test de drogue. Dans un match étonnamment compétitif, Nastula contrôle le premier round ainsi que la plus grande partie de la seconde reprise. Barnett gagne finalement par soumission. Après match, Nastula est contrôlé positif aux stéroïdes. Barnett perd son combat revanche par décision unanime face à Antonio Rodrigo Nogueira au Pride Shockwave 2006.

### Strikeforce
Le 13 septembre 2010, Josh Barnett signe un contrat de plusieurs combats avec Strikeforce.
Barnett fait face à Brett Rogers le 18 juin 2011 lors du Strikeforce: Overeem vs. Werdum dans le combat d'ouverture du tournoi des poids lourds. Barnett bat Rogers par soumission avec un étranglement bras-tête dans le deuxième round.
Barnett bat Sergei Kharitonov en demi-finale du tournoi de Strikeforce en main event le 10 septembre 2011 à US Bank Arena à Cincinnati, Ohio.
Il fait face à son compatriote et médaillé olympique Daniel Cormier le 19 mai 2012 au Strikeforce pour déterminer le grand vainqueur du tournoi Heavyweight Strikeforce. Dana White annonce que si Barnett bat Cormier, il sera autorisé à revenir à l'UFC.
Barnett perd le combat par décision unanime (50-45, 50-45, 49-46); c'est sa première défaite en cinq ans.
En janvier 2013, Barnett est confronté à un nouveau venu au Strikeforce, Nandor Guelmino, au dernier événement du Strikeforce. Barnett bat son adversaire avec un armtriangle choke au premier round.

### Retour à l'UFC
Barnett refuse d'abord de signer avec l'UFC. Cependant, le 21 mai 2013, son retour est annoncé dans l'organisation phare du MMA mondial.
Barnett combat l'ancien champion des poids lourds de l'UFC, Frank Mir, le 31 août 2013 à l'UFC 164. Il remporte le combat au premier round par TKO.
Il est ensuite prévu face à Travis Browne pour l'UFC 168.
Les deux hommes se rencontrent le 28 décembre 2013 à Las Vegas. Browne remporte rapidement la victoire par KO en assénant plusieurs coups de coude sur la tête de son adversaire cherchant à l'amener au sol sur un ramassement des deux jambes.

## Palmarès en MMA
| 43 combats     | 35 victoires | 8 défaites |
| Par KO         | 9            | 2          |
| Par soumission | 20           | 3          |
| Sur décision   | 6            | 3          |

| Résultat | Record | Adversaire               | Méthode                                   | Événement                                 | Date              | Round | Temps | Lieu | Notes |
| -------- | ------ | ------------------------ | ----------------------------------------- | ----------------------------------------- | ----------------- | ----- | ----- | ---- | ----- |
| Victoire | 35-8   | Andrei Arlovski          | Soumission (étranglement arrière)         | UFC Fight Night: Arlovski vs. Barnett     | 3 septembre 2016  | 3     | 2:53  |      |       |
| Défaite  | 34-8   | Ben Rothwell             | Soumission (étranglement en guillotine)   | UFC on Fox: Johnson vs. Bader             | 30 janvier 2016   | 2     | 3:48  |      |       |
| Victoire | 34-7   | Roy Nelson               | Décision unanime                          | UFC Fight Night: Barnett vs. Nelson       | 27 septembre 2015 | 5     | 5:00  |      |       |
| Défaite  | 33-7   | Travis Browne            | KO (coups de coude)                       | UFC 168: Weidman vs. Silva II             | 28 décembre 2013  | 1     | 1:00  |      |       |
| Victoire | 33-6   | Frank Mir                | TKO (coup de genou)                       | UFC 164: Henderson vs. Pettis             | 31 août 2013      | 1     | 1:56  |      |       |
| Victoire | 32-6   | Nandor Guelmino          | Soumission (étranglement bras-tête)       | Strikeforce: Marquardt vs. Saffiedine     | 12 janvier 2013   | 1     | 2:11  |      |       |
| Défaite  | 31-6   | Daniel Cormier           | Décision unanime                          | Strikeforce: Barnett vs. Cormier          | 19 mai 2012       | 5     | 5:00  |      |       |
| Victoire | 31-5   | Sergei Kharitonov        | Soumission (étranglement bras/tête)       | Strikeforce: Barnett vs. Kharitonov       | 10 septembre 2011 | 1     | 4:28  |      |       |
| Victoire | 30-5   | Brett Rogers             | Soumission (étranglement bras/tête)       | Strikeforce: Overeem vs. Werdum           | 18 juin 2011      | 2     | 1:17  |      |       |
| Victoire | 29-5   | Geronimo Dos Santos      | TKO (coups de poing)                      | Impact FC 1 The Uprising: Brisbane        | 10 juillet 2010   | 1     | 2:35  |      |       |
| Victoire | 28-5   | Siala-Mou Siliga         | Soumission (kimura)                       | Dream 13                                  | 22 mars 2010      | 1     | 4:41  |      |       |
| Victoire | 27-5   | Gilbert Yvel             | Soumission (coups de poing)               | Affliction: Day of Reckoning              | 24 janvier 2009   | 3     | 3:05  |      |       |
| Victoire | 26-5   | Pedro Rizzo              | KO (coup de poing)                        | Affliction: Banned                        | 19 juillet 2008   | 2     | 1:44  |      |       |
| Victoire | 25-5   | Jeff Monson              | Décision unanime                          | Sengoku: Second Battle                    | 18 mai 2008       | 3     | 5:00  |      |       |
| Victoire | 24-5   | Hidehiko Yoshida         | Soumission (clé de talon)                 | Sengoku: First Battle                     | 5 mars 2008       | 3     | 3:23  |      |       |
| Défaite  | 23-5   | Antônio Rodrigo Nogueira | Décision unanime                          | Pride: Shockwave 2006                     | 31 décembre 2006  | 3     | 5:00  |      |       |
| Victoire | 23-4   | Paweł Nastula            | Soumission (clé d'orteil)                 | Pride 32: The Real Deal                   | 21 octobre 2006   | 2     | 3:04  |      |       |
| Défaite  | 22-4   | Mirko Filipović          | Soumission (coups de poing)               | Pride GP 2006: Final Conflict Absolute    | 10 septembre 2006 | 1     | 5:32  |      |       |
| Victoire | 22-3   | Antônio Rodrigo Nogueira | Décision partagée                         | Pride GP 2006: Final Conflict Absolute    | 10 septembre 2006 | 2     | 5:00  |      |       |
| Victoire | 21-3   | Mark Hunt                | Soumission (kimura)                       | Pride GP 2006: Critical Coutdown Absolute | 1er juillet 2006  | 1     | 2:02  |      |       |
| Victoire | 20-3   | Aleksander Emelianenko   | Soumission (clé d'épaule)                 | Pride GP 2006: Total Elimination Absolute | 5 mai 2006        | 2     | 1:57  |      |       |
| Victoire | 19-3   | Kazuhiro Nakamura        | Soumission (étranglement arrière)         | Pride 31: Dreamers                        | 26 février 2006   | 1     | 8:10  |      |       |
| Défaite  | 18-3   | Mirko Filipović          | Décision unanime                          | Pride 30: Fully Loaded                    | 23 octobre 2005   | 3     | 5:00  |      |       |
| Défaite  | 18-2   | Mirko Filipović          | Soumission (blessure à l'épaule)          | Pride 28: High Octane                     | 31 octobre 2004   | 1     | 0:46  |      |       |
| Victoire | 18-1   | Rene Rooze               | TKO (coups de poing)                      | K-1 MMA: Romanex                          | 22 mai 2004       | 1     | 2:15  |      |       |
| Victoire | 17-1   | Semmy Schilt             | Soumission (clé de bras)                  | Inoki Bom-Ba-Ye 2003: Inoki Festival      | 31 décembre 2003  | 3     | 4:48  |      |       |
| Victoire | 16-1   | Yoshiki Takahashi        | Soumission (clé de bras dans le triangle) | NJPW: Ultimate Crush                      | 13 octobre 2003   | 2     | 2:52  |      |       |
| Victoire | 15-1   | Yuki Kondo               | Soumission (étranglement arrière)         | Pancrase: 10th Anniversary Show           | 31 août 2003      | 3     | 3:26  |      |       |
| Victoire | 14-1   | Jimmy Ambriz             | TKO (coup de genou et coups de poing)     | NJPW: Ultimate Crush                      | 2 mai 2003        | 1     | 3:05  |      |       |
| Victoire | 13-1   | Randy Couture            | TKO (coups de poing)                      | UFC 36: Worlds Collide                    | 22 mars 2002      | 2     | 4:35  |      |       |
| Victoire | 12-1   | Bobby Hoffman            | Soumission (coups de poing)               | UFC 34: High Voltage                      | 2 novembre 2001   | 2     | 4:25  |      |       |
| Victoire | 11-1   | Semmy Schilt             | Soumission (clé de bras)                  | UFC 32: Showdown in the Meadowlands       | 29 juin 2001      | 1     | 4:21  |      |       |
| Défaite  | 10-1   | Pedro Rizzo              | KO (coup de poing)                        | UFC 30: Battle on the Boardwalk           | 23 février 2001   | 2     | 4:21  |      |       |
| Victoire | 10-0   | Gan McGee                | TKO (coups de poing)                      | UFC 28: High Stakes                       | 17 novembre 2000  | 2     | 4:34  |      |       |
| Victoire | 9-0    | Dan Severn               | Soumission (clé de bras)                  | SuperBrawl 16                             | 8 février 2000    | 4     | 1:21  |      |       |
| Victoire | 8-0    | Bobby Hoffman            | Décision unanime                          | SuperBrawl 13                             | 7 septembre 1999  | 3     | 5:00  |      |       |
| Victoire | 7-0    | John Marsh               | Soumission (kimura)                       | SuperBrawl 13                             | 7 septembre 1999  | 1     | 4:23  |      |       |
| Victoire | 6-0    | Juha Tuhkasaari          | Soumission (clé de bras)                  | SuperBrawl 13                             | 7 septembre 1999  | 1     | 3:32  |      |       |
| Victoire | 5-0    | Trevor Howard            | Soumission (clé de bras)                  | UFCF: Night of Champions                  | 19 septembre 1998 | 1     | NC    |      |       |
| Victoire | 4-0    | Bob Gilstrap             | Disqualification                          | UFCF: Night of Champions                  | 14 mars 1998      | 1     | 0:42  |      |       |
| Victoire | 3-0    | Chris Munsen             | TKO (coups de poing)                      | UFCF: Road to the Championships 2         | 6 septembre 1997  | 1     | NC    |      |       |
| Victoire | 2-0    | Bob Gilstrap             | Décision unanime                          | UFCF: Road to the Championships 1         | 7 juillet 1997    | 1     | 10:00 |      |       |
| Victoire | 1-0    | Chris Charnos            | Soumission (étranglement arrière)         | UFCF: Clash of the Titans                 | 11 janvier 1997   | 1     | 2:41  |      |       |

## Filmographie
Never Back Down : No Surrender : Brody James